# Fábrica Nacional de Motores
Fábrica Nacional de Motores, förkortat FNM, var en brasiliansk biltillverkare som verkade i Duque de Caxias mellan 1942 och 1988. 

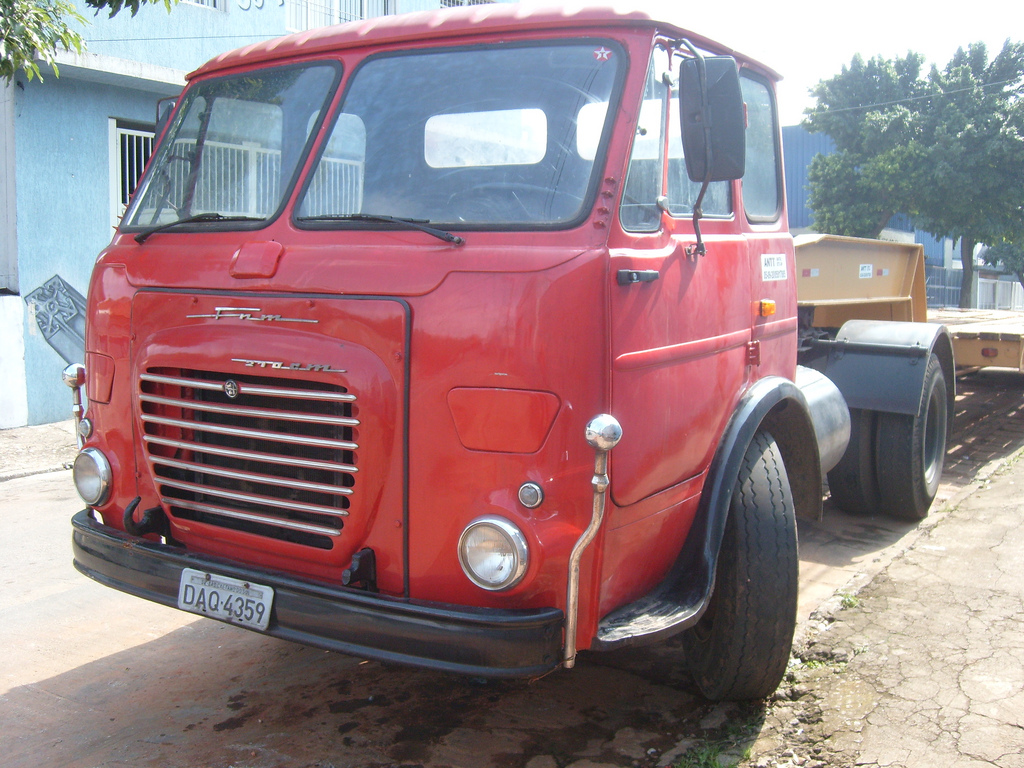
FNM 210 lastbil.

## Historik
FNM bildades på initiativ av president Getúlio Vargas som ett led i hans strävan att få igång en verkstadsindustri i Brasilien. Det statsägda företaget tillverkade ursprungligen flygmotorer på licens från amerikanska Curtiss-Wright, men även cyklar och kylskåp.
Efter andra världskriget planerade FNM att tillverka lastbilar på licens och 1949 slöts ett avtal med Isotta Fraschini. Redan efter ett par år upphörde det italienska företaget med sin lastbilstillverkning och FNM fick söka sig en annan partner.
1952 träffade FNM ett avtal med Alfa Romeo, som byggt lastbilar sedan början av 1930-talet. Från 1960 tillverkades även en personbil, FNM JK 2000, baserad på Alfa Romeo 2000 Berlina. I mitten av 1960-talet byggdes även coupé-modellen FNM Onça, vars kaross liknade en förminskad Ford Mustang med fronten från en Alfa Bertone-coupé. 1968 övertog Alfa Romeo aktiemajoriteten i FNM och året därpå ersattes 2000-modellen av den ansiktslyfta FNM 2150.
I början av 1970-talet såldes FNM:s lastbilstillverkning till Fiat. 1974 ersattes 2150-modellen av Alfa Romeo 2300. Den nya karossen var förvillande lik den samtida Alfettan men tekniken var densamma som hos företrädaren. Tillverkningen fortsatte till slutet av 1986 och sedan Fiat köpt Alfa Romeo integrerades FNM i Fiats brasilianska verksamhet.